# Hemne
Hemne is een voormalige gemeente in de Noorse provincie Trøndelag. De gemeente telde 4259 inwoners in januari 2017. Hemme werd in 1964 uitgebreid door de toevoeging van de gemeente Vinje. De plaats Kyrksæterøra maakte deel uit van de gemeente. Op 1 januari is de gemeente opgegaan in de nieuwgevormde gemeente Heim.